# Tammistu (Tartu)
Tammistu – wieś w Estonii, w prowincji Tartu, w gminie Tartu.